# Rudolf Mössbauer
Rudolf Mössbauer (født 31. januar 1929 i München, død 14. september 2011) var en tysk fysiker, der studerede gammastråling fra nukleare overgange. Han modtog Nobelprisen i fysik i 1961. Han har lagt navn til Mössbauereffekten, som ligger til grund for Mössbauerspektroskopi.
1. ↑  Navnet er anført på svensk og stammer fra Wikidata hvor navnet endnu ikke findes på dansk.